# Adriana Peña
María Adriana Peña Hernández (Minas, 9 de març de 1964) és una odontòloga i política uruguaiana que pertany al Partit Nacional. Va ser diputada de la República entre 2005 i 2010 i actualment és la intendenta del departament de Lavalleja, essent la primera dona a ocupar aquest càrrec.
Es va graduar en Odontologia el 1987 per la Universitat de la República (UdelaR), a Montevideo. A més de ser diputada i intendenta, Peña va ocupar el càrrec de secretària general del departament de Lavalleja i va ser la presidenta de la seva Junta Electoral entre 1990 i 1995.